# Tramwaje w Murmańsku
Tramwaje w Murmańsku − zlikwidowany system komunikacji tramwajowej w rosyjskim mieście Murmańsk.

## Historia
Tramwaje w Murmańsku uruchomiono w 1918. Linia tramwaju benzynowego miała długość 10 km. Trasa linii:
- Morskoj port − Ugolnyje pryczały Zelenogo mysa

Linia została zbudowana przez aliantów dla celów wojskowych. Linię tramwajową zlikwidowano w 1934 i zastąpiono autobusami. 